# Trychosis suigensis
Trychosis suigensis là một loài tò vò trong họ Ichneumonidae.